# Senado de Utah
El Senado Estatal de Utah es la Cámara Alta de la Legislatura del Estado de Utah. El Senado está compuesto por 29 miembros elegidos que representan un número equivalente de distritos senatoriales. Cada distrito senatorial está compuesto de unas 91.000 personas. Los miembros del Senado para periodos de cuatro años sin límite de plazo.
El Senado se reúne en el Capitolio Estatal de Utah en Salt Lake City.
- Datos: Q598101
- Multimedia: Utah State Senate / Q598101